# O heil'ge nacht
O heil'ge nacht (Frans: Cantique de Noël, Engels: O Holy Night), ook bekend als Licht in de Nacht is een bekend kerstlied uit 1847 van de Franse componist Adolphe Adam. De oorspronkelijke tekst werd als "Minuit, chrétiens" geschreven door Placide Cappeau(1808-1877), een wijnhandelaar en vrijetijdsdichter in Roquemaure, een dorp aan de Rhône.
Pater Eugène Nicolas, priester in Roquemaure, vroeg in 1843 Cappeau een lied te schrijven in het kader van een cultureel- religieus evenement dat hij wilde organiseren om geld in te zamelen ter financiering van de glas-in-loodramen van zijn Sint-Collegiale Kerk. Emily Laurey, een operazangeres die tijdelijk gehuisvest was in Roquemaure, verzocht de haar bekende Adolphe Adam, een componist van voornamelijk lichtvoetig werk, om  muziek te schrijven voor het gedicht van Cappeau. Adam gaf gehoor aan het verzoek en op 24 december 1847 zong Emily Laurey in de nachtmis het lied voor het eerst.
Het lied werd al snel populair, zeer tot ongenoegen van het kerkelijk gezag, dat de woorden van "Minuit, chrétiens" (o.a. met betrekking tot slavernij), beter vond passen in een sociaal en politiek pamflet. Ook het feit dat Adam verondersteld van joodse afkomst was en Cappeau een radicale socialist, betekende voor de kerk een extra reden voor een boycot, die echter geen effect had.
De Engelse versie van het lied werd geschreven in 1855 door de abolitionist John Sullivan Dwight. Dwight was opgeleid tot unitarisch predikant, maar werd uteindelijk muziekcriticus. Rikkert Zuiderveld schreef een Nederlandse versie onder de titel "Licht in de Nacht".

## Zangteksten

### Nederlands
O heil'ge Nacht! Wij luist'ren naar Uw zangen,

wij zien verheugd op het Licht van Bethlehem.

Machten des doods, zij hielden d'aard gevangen,

maar blij en troostvol klonk der eng'len stem,

laat Oost en West de blijde mare horen,

God zond Zijn Zoon als drager onzer schuld:

Juicht, volken, juicht, uw Heiland is geboren,
geeft Gode d'eer, Zijn Heilwoord is vervuld.
Geeft Gode d'eer, Zijn Heilwoord is vervuld.
Leidde Uw ster de wijzen uit het Oosten,

o, Heiland, door haar licht naar Bethlehem.

Wil toch ook ons door Uw genâ vertroosten

en trek ons hart door Uwe liefdestem.

Komt, laat ons zingen voor den HEERE.

Laat Oost en West de blijde mare horen,

God zond Zijn Zoon als drager onzer schuld:

Juicht, volken, juicht, uw Heiland is geboren,
geeft Gode d'eer, Zijn Heilwoord is vervuld.
Geeft Gode d'eer, Zijn Heilwoord is vervuld.
Laat ons dan saam den HEERE ere geven,

die ons zo trouw en liefderijk gedenkt.

Wijdt Hem uw kracht, uw hart, geheel uw leven,

Die u Zijn Zoon, Zijn teerste liefde schenkt.

Laat Oost en West de blijde mare horen,

doet alle volken 't grote heil verstaan:

Juicht, volken, juicht, uw Heiland is geboren,
God zag den mens met welbehagen aan.
God zag den mens met welbehagen aan.

### Frans
Minuit, chrétiens, c'est l'heure solennelle,

Où l'Homme Dieu descendit jusqu'à nous

Pour effacer la tache originelle

Et de Son Père arrêter le courroux.

Le monde entier tressaille d'espérance

En cette nuit qui lui donne un Sauveur.

Peuple à genoux, attends ta délivrance.
Noël, Noël, voici le Rédempteur,
Noël, Noël, voici le Rédempteur !
De notre foi que la lumière ardente

Nous guide tous au berceau de l'Enfant,

Comme autrefois une étoile brillante

Y conduisit les chefs de l'Orient.

Le Roi des rois naît dans une humble crèche :

Puissants du jour, fiers de votre grandeur,

A votre orgueil, c'est de là que Dieu prêche.
Courbez vos fronts devant le Rédempteur.
Courbez vos fronts devant le Rédempteur.
Le Rédempteur a brisé toute entrave :

La terre est libre, et le ciel est ouvert.

Il voit un frère où n'était qu'un esclave,

L'amour unit ceux qu'enchaînait le fer.

Qui lui dira notre reconnaissance,

C'est pour nous tous qu'il naît, qu'il souffre et meurt.

Peuple debout ! Chante ta délivrance,
Noël, Noël, chantons le Rédempteur,
Noël, Noël, chantons le Rédempteur !

### Engels
O holy night! The stars are brightly shining,

It is the night of our dear Saviour's birth.

Long lay the world in sin and error pining,

'Til He appear'd and the soul felt its worth.

A thrill of hope the weary world rejoices,

For yonder breaks a new and glorious morn.

Fall on your knees! O hear the angel voices!
O night divine, O night when Christ was born;
O night divine, O night, O night Divine.
Led by the light of Faith serenely beaming,

With glowing hearts by His cradle we stand.

So led by light of a star sweetly gleaming,

Here come the wise men from Orient land.

The King of Kings lay thus in lowly manger;

In all our trials born to be our friend.

He knows our need, our weakness is no stranger,
Behold your King! Before Him lowly bend!
Behold your King, Before Him lowly bend!
Truly He taught us to love one another;

His law is love and His gospel is peace.

Chains shall He break for the slave is our brother;

And in His name all oppression shall cease.

Sweet hymns of joy in grateful chorus raise we,

Let all within us praise His holy name.

Christ is the Lord! O praise His Name forever,
His power and glory evermore proclaim.
His power and glory evermore proclaim.

### Alternatieve versie Nederlands
Licht in de nacht, een ster schijnt door de wolken 

Dit is de nacht, dat zijn leven begon 

’n Sluier van angst en pijn lag op de volken 
 
totdat hij kwam en het kwaad overwon 

Nieuwe hoop is hij ons komen brengen 

Stralend breekt die hel’dre morgen aan 

Prijs nu zijn naam 

samen met de eng’len 

O nacht vol licht 

## Populaire versies
"O Holy Night" werd op plaat gezet door Enrico Caruso in 1916 (als "Minuits, Chretiens") en door Lauren Daigle in 2016. Onder andere Celine Dion, Mariah Carey, Il Divo, Bastille en Ellie Goulding maakten een eigen versie van dit nummer. Irma Thomas zong een versie op het album A Creole Christmas uit 1990 en een tweede op Walk Around Heaven: New Orleans Gospel Soul uit 1993.